# Juliana Silva
Juliana Felisberta da Silva (22 de juliol de 1983, Santos, Brasil) és una jugadora de vòlei platja femení de Brasil que va guanyar el Campionat Mundial de Vòlei Platja de 2011, a més de guanyar la medalla de bronze als Jocs Olímpics de Londres 2012, en ambdues ocasions al costat de Larissa França.

## Trajectòria
El març de 2004, en la seva primera competició al costat de Larissa França, van quedar terceres en una competició internacional, després de derrotar a les olímpiques xineses Tian Jia i Wang Fei. Solament van ser derrotades per les nord-americanes Misty May-Treanor i Kerri Walsh i per les rivals brasileres Adriana Behar i Shelda Bede. En el tour mundial de la SWATCH-FIVB de 2005 van tenir uns guanys de 409.750 dòlars, i solament les estatunidenques van poder superar-les en algun moment. Van aconseguir sis victòries i 14 podis de 15 proves totals. Les nord-americanes van guanyar en sis ocasions, amb quatre d'aquestes victòries davant Larissa i Juliana, a Berlín, París, Salvador de Badia i Cape Town. En la temporada de 2006 van aconseguir guanyar 533.750 dòlars en només 25 esdeveniments, amb set victòries i 18 podis.
Va guanyar la medalla de plata al Campionat Mundial de Vòlei Platja de 2005 a Berlín i al de 2009 a Stavanger, sempre al costat de Larissa França. El 2011 van aconseguir finalment guanyar la medalla d'or.

## Palmarès
- Jocs Olímpics

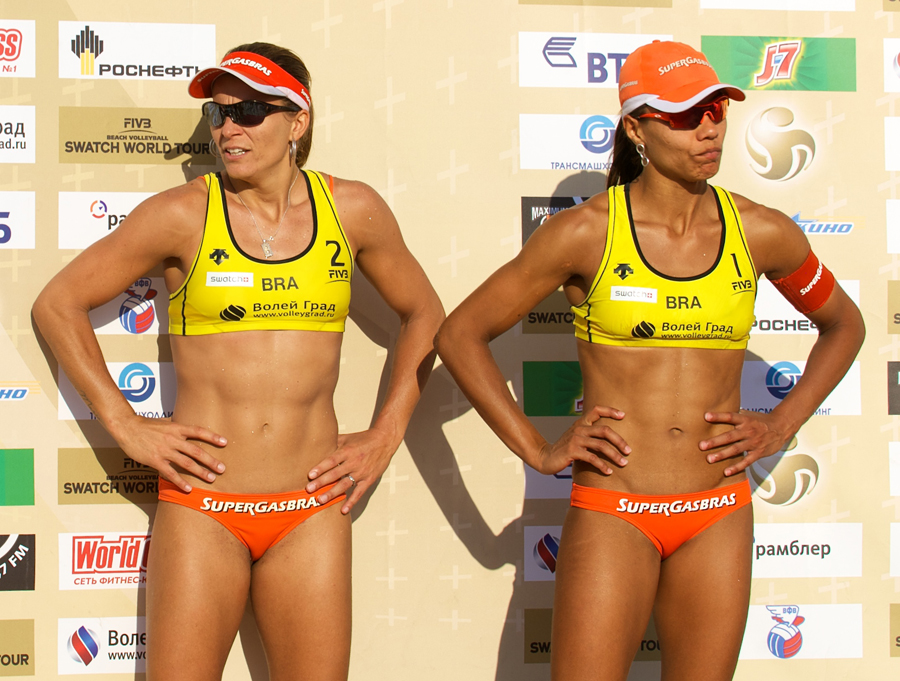
Juliana Silva (d) amb Larissa França, 2011

  - Bronze als Jocs Olímpics de Londres 2012 amb Larissa França.
- Campionat Mundial de Vòlei Platja
  - Or al Campionat Mundial de Vòlei Platja de 2011 en Roma amb Larissa França.
  - Plata al Campionat Mundial de Vòlei Platja de 2005 en Berlín amb Larissa França.
  - Plata al Campionat Mundial de Vòlei Platja de 2009 en Stavanger amb Larissa França.
  - Bronze al Campionat Mundial de Vòlei Platja de 2007 en Gstaad amb Larissa França.
- Jocs Panamericans
  - Or als Jocs Panamericans de 2007 a Rio de Janeiro amb Larissa França.
  - Or als Jocs Panamericans de 2011 a Guadalajara amb Larissa França.